# Línea M1 (EMT Madrid)
La línea M1 (a efectos de numeración interna, 601) de la EMT de Madrid une Sol / Sevilla con la glorieta de Embajadores.

## Características

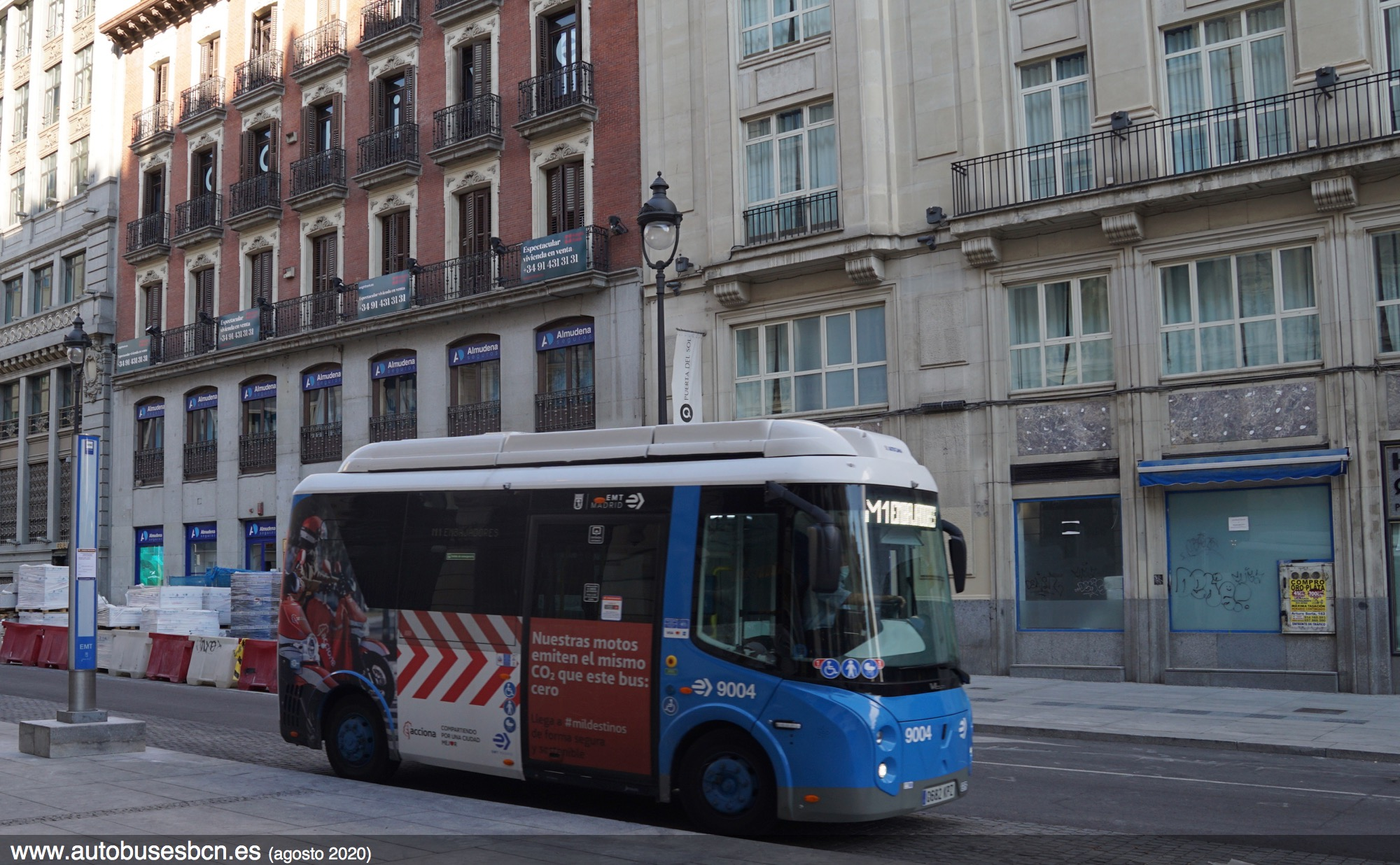
Calle Sevilla, agosto de 2020

Esta línea forma la red Minibús de la EMT. Fue inaugurada el 13 de febrero de 2008 junto a la ahora extinta M2 y funciona con microbuses eléctricos de la marca Car-bus.

### Frecuencias
| Lunes a viernes laborables |               |
| De 8:00 a 11:00            | 9-15 minutos  |
| De 11:00 a 19:00           | 9-10 minutos  |
| De 19:00 a 21:00           | 10-25 minutos |
| Sábados laborables         |               |
| De 8:00 a 10:00            | 13-20 minutos |
| De 10:00 a 18:00           | 13-15 minutos |
| De 18:00 a 21:00           | 15-20 minutos |
| Domingos y festivos        |               |
| SIN SERVICIO               |               |

### Material móvil
Dadas las características de esta línea (circulación por calles estrechas, por las que un autobús convencional no puede atravesar), se ha optado por un material móvil específico para ella.
Desde su estreno hasta diciembre de 2021, funcionaron los minibuses Gulliver, fabricados por la empresa italiana Tecnobus. Debido a sus reducidas dimensiones, solamente contaban con una única puerta, tanto de acceso como de salida. Se trataba de unos minibuses de propulsión 100% eléctrica y cero emisiones, lo cual le permitía moverse sin problemas por las áreas de prioridad residencial (APR) del distrito Centro.
Actualmente se presta servicio con vehículos de similares características, los Car-bus Wolta. Algunas diferencias son los teleindicadores, el pasillo interior y su diseño (los Gulliver son más anchos y cortos que los Wolta)
En caso de que el acceso a la calle Huertas estuviese cerrado, los conductores disponen de una tarjeta que, tras pasarla por un lector, les permite el paso. La maniobrabilidad de estos minibuses es similar a la de un turismo.

## Recorrido y paradas

### Sentido Embajadores
| Código | Parada          | Común con | Conexiones con Metro y Cercanías | Otros |
| ------ | --------------- | --------- | -------------------------------- | ----- |
| 5837   | SOL/SEVILLA     |           | Sevilla                          |       |
| 4040   | Canalejas       | 002 M3    |                                  |       |
| 4041   | Santa Ana       | 002 M3    |                                  |       |
| 4056   | Plaza Matute    | 002 M3    | Antón Martín                     |       |
| 4042   | Benavente       | 002 M3    |                                  |       |
| 1919   | Tirso de Molina | 6 26 32   | Tirso de Molina                  |       |
| 4043   | Magdalena       |           |                                  |       |
| 4044   | San Carlos      |           |                                  |       |
| 4045   | Lavapiés        |           | Lavapiés                         |       |
| 4060   | Miguel Servet   |           |                                  |       |
| 4057   | EMBAJADORES     |           | Embajadores                      |       |

### Sentido Sol / Sevilla
| Código | Parada                            | Común con    | Conexiones con Metro y Cercanías | Otros |
| ------ | --------------------------------- | ------------ | -------------------------------- | ----- |
| 4057   | EMBAJADORES                       |              | Embajadores                      |       |
| 4035   | Mercado San Fernando              |              |                                  |       |
| 4036   | Embajadores-Centro Mayores        |              |                                  |       |
| 4037   | Cascorro                          |              |                                  |       |
| 4058   | Colegiata                         |              |                                  |       |
| 4038   | Tirso de Molina                   | 50 65 002 M3 | Tirso de Molina                  |       |
| 4025   | Benavente                         | 002 M3       |                                  |       |
| 4039   | Canalejas                         | 002 M3       |                                  |       |
| 1049   | Carrera de San Jerónimo-Cedaceros | 51 002       |                                  |       |
| 5837   | SOL/SEVILLA                       |              | Sevilla                          |       |

## Galería de imágenes

Mapa zonal de la estación de metro de Embajadores con los recorridos de las líneas de autobuses, entre las que aparece el M1.